# Ernst Kelter
Ernst Heinrich Kelter (* 11. Dezember 1900 in Gelsenkirchen; † 31. Dezember 1991) war ein deutscher Wirtschaftsgeograph, Wirtschaftshistoriker, Volkswirt, Kommunalpolitiker während der Zeit des Nationalsozialismus und Hochschullehrer.

## Leben
Nach dem Besuch der Oberrealschule in Homberg und dem Notabitur 1919 absolvierte Kelter zunächst eine Banklehre und arbeitete als Bankangestellter. Anschließend studierte Kelter Volkswirtschaft sowie Wirtschaftsgeschichte in Bonn und München und schloss dieses Studium 1931 als Diplom-Volkswirt und mit einer Promotion ab. Er wurde wissenschaftlicher Assistent am Institut für Gesellschafts- und Wirtschaftswissenschaften an der Universität Bonn.
Zum 15. Dezember 1925 trat Kelter der NSDAP bei (Mitgliedsnummer 25.501). Später wurde er Mitglied der SA. Am 11. Mai 1933 wurde er als Nachfolger von Karl Jarres zum kommissarischen Oberbürgermeister von Duisburg ernannt und am 16. Mai offiziell in sein Amt eingeführt. Am 14. Juni 1934 empfing er die beiden Fußballspieler Willy Busch von Duisburg 99 und Paul Zielinski von Union 02 Hamborn nach dem 3. Platz bei der Fußball-Weltmeisterschaft 1934 in Italien. Bereits am 11. Dezember 1934 wurde er als Oberbürgermeister abberufen, sodass am 1. Januar 1935 Just Dillgardt sein Nachfolger wurde.
Seit dem 1. Januar 1935 war Kelter Lehrbeauftragter an der Universität Bonn und nach der Habilitation 1936 dort Dozent. Am 1. Oktober 1937 nahm Kelter einen Ruf als Professor für Wirtschaftsgeschichte und Wirtschaftsgeografie an der Staatswirtschaftlichen Fakultät der Ludwig-Maximilians-Universität München an. Daneben war er auch Mitglied des Verwaltungsausschusses der Universität sowie anderer Universitätsgremien.
Zugleich war er als Nachfolger von Jakob Strieder auch Direktor am Seminar für Wirtschaftsgeschichte an der Universität. Während seiner Lehrtätigkeit beschäftigte er sich insbesondere mit wirtschaftlichen Grundlagen historischer Ereignisse wie den Bauernkriegen und legte seinen Forschungsschwerpunkt auf das Spätmittelalter sowie die Frühe Neuzeit.
1938 wurde Kelter auch Mitglied des Universitätsausschusses für die Aberkennung der Doktorwürde.
Im September 1939 wurde er Mitglied des Wissenschaftlichen Beirates der Gesellschaft für europäische Wirtschaftsplanung und Großraumwirtschaft, die die im Rahmen der Expansion des NS-Regimes erfolgte Ausdehnung ihres Machtbereichs auf andere europäische Länder durch eine Konzeption der „Neuordnung Europas“ und der Herausbildung von Methoden zur Bildung eines europäischen „Großwirtschaftsraums“ unter deutscher Führung untermauern sollte.
Nach dem Ende des Zweiten Weltkrieges wurde er 1945 entlassen und verlor 1947 seinen Lehrstuhl an Friedrich Lütge. Im Rahmen der Entnazifizierung wurde er in den sogenannten „Franklin D. Roosevelt Office Files 1933-1945“ als Schlüsselfigur des NS-Regimes eingeordnet.
Später kehrte er an den Niederrhein zurück und beschäftigte sich dabei mit Heimatforschung sowie historischen lokalgeschichtlichen Persönlichkeiten wie Emil Wilhelm Krummacher.

## Veröffentlichungen
- Die Wirtschaftsgesinnung des mittelalterlichen Zünftlers. In: Schmollers Jahrbuch für Gesetzgebung, Verwaltung und Volkswirtschaft im Deutschen Reiche ; 56.1932,4. 1932.
- Die obrigkeitliche Preisregelung in der Zeit der mittelalterlichen Stadtwirtschaft. Fischer, Jena 1935.
- Die Juden in der deutschen Wirtschaftsgeschichte. In: Abhandlungen zur Rechts- und Wirtschaftsgeschichte : Festschrift. 1941, S. 581–588.
- Die wirtschaftlichen Ursachen des Bauernkrieges. In: Schmollers Jahrbuch für Gesetzgebung, Verwaltung und Volkswirtschaft.65 (1941) 1941, S. 641–682.
- Das deutsche Wirtschaftsleben des 14. und 15. Jahrhunderts im Schatten der Pestepidemien. In: Jahrbücher für Nationalökonomie und Statistik.165, Nr. 2/3 1953, S. 161–208.
- Chronik der Gemeinde Rheinkamp. Geschichte einer niederrheinischen Gemeinde. Brendow und Sohn, Duisburg 1960.